# Peltodoris carolynae
Peltodoris carolynae is een slakkensoort uit de familie van de Discodorididae. De wetenschappelijke naam van de soort is voor het eerst geldig gepubliceerd in 1974 door Mulliner & Sphon.